# Росточ
Росточ (рум. Rostoci) — село в повіті Арад у Румунії. Входить до складу комуни Плешкуца.
Село розташоване на відстані 354 км на північний захід від Бухареста, 84 км на схід від Арада, 106 км на південний захід від Клуж-Напоки, 107 км на північний схід від Тімішоари.

## Населення
За даними перепису населення 2002 року у селі проживали 140 осіб, усі — румуни. Усі жителі села рідною мовою назвали румунську.